# 国鉄ホキ5700形貨車
国鉄ホキ5700形貨車（こくてつホキ5700がたかしゃ）は、1965年（昭和40年）から製作された、セメント専用の40 t積ホッパ車（私有貨車）である。

## 概要
セメント専用ホッパ車として初の40t積車として登場した。本系列は1965年（昭和40年）から1973年（昭和48年）にかけて東洋工機・日本車輌製造にて2形式合計648両が製作されたが、その後の増備は並行して製作されていたタキ1900形が標準化したため、そちらに移行している。
製造時は日本国有鉄道（国鉄）、1987年（昭和62年）の国鉄分割民営化後に日本貨物鉄道（JR貨物）に車籍を有した。

## 形式・形態別詳説

### ホキ5700形
メーカー間の40 t積セメント専用車の開発競争の中で生まれた形式で、1965年（昭和40年）から1973年（昭和48年）までに626両が製作された。東洋工機製と日本車輌製造製では形態が異なる。前者はホキ3500形以来の箱型車体で、各部を丹念に軽量化して40 t積を確保したものであるのに対し、後者は日本車両独自開発による台枠中梁とホッパ体を一体化させた独特なホームベース形の軽量車体を特徴とする。荷役方式はエアスライド式で、台車はベッテンドルフ式2軸ボギー台車を装備し、初期形（ホキ5700 - ホキ5799、ホキ15700 - ホキ15799、ホキ25700 - ホキ25799、ホキ35700 - ホキ35799、ホキ45700 - ホキ45799、ホキ55700 - ホキ55785）は板ばね式のTR41C、後期形（ホキ65700 - ホキ65739）は改良型のTR41Gに変更したが、ホキ65736以降はTR41E-13に改造されている。なお、ホキ55786 - ホキ55799は欠番である。
各年度による製造会社と両数は次のとおりである。（所有者は落成時の社名）
- 1965年（昭和40年度） - 8両
  - 東洋工機 8両 日立セメント（ホキ5700 - ホキ5707）
- 1966年（昭和41年度） - 32両
  - 東洋工機 6両 チチブセメント（ホキ5708 - ホキ5713）
  - 日本車輌製造 26両 チチブセメント（ホキ5714 - ホキ5739）
- 1967年（昭和42年度） - 80両
  - 日本車輌製造支店 10両 チチブセメント（ホキ5740 - ホキ5749）
  - 東洋工機 10両 小野田セメント（ホキ5750 - ホキ5759）
  - 日本車輌製造本店 40両 チチブセメント（ホキ5760 - ホキ5799）
  - 日本車輌製造支店 20両 チチブセメント（ホキ15700 - ホキ15719）
- 1968年（昭和43年度） - 111両
  - 日本車輌製造支店 100両 チチブセメント（ホキ15720 - ホキ15769、ホキ15775 - ホキ15799、ホキ25700 - ホキ25724）
  - 日本車輌製造支店 11両 小野田セメント（ホキ15770 - ホキ15774、ホキ25725 - ホキ25730）
- 1969年（昭和44年度） - 99両
  - 日本車輌製造支店 69両 小野田セメント（ホキ25731 - ホキ25763、ホキ25798 - ホキ25799、ホキ35700 - ホキ35733）
  - 日本車輌製造支店 30両 チチブセメント（ホキ25768 - ホキ25797）
- 1970年（昭和45年度） - 121両
  - 日本車輌製造支店 21両 小野田セメント（ホキ25764 - ホキ25767、ホキ35734 - ホキ35745、ホキ35790 - ホキ35794）
  - 日本車輌製造支店 85両 チチブセメント（ホキ35746 - ホキ35780、ホキ35795 - ホキ35799、ホキ45700 - ホキ45714、ホキ45721 - ホキ45750）
  - 日本車輌製造支店 15両 日本セメント（ホキ35781 - ホキ35789、ホキ45715 - ホキ45720）
- 1971年（昭和46年度） - 66両
  - 日本車輌製造 16両 日本セメント（ホキ45751 - ホキ45760、ホキ55711 - ホキ55716）
  - 日本車輌製造 50両 チチブセメント（ホキ45761 - ホキ45799、ホキ55700 - ホキ55710）
- 1972年（昭和47年度） - 69両
  - 日本車輌製造 69両 チチブセメント（ホキ55717 - ホキ55785）
- 1973年（昭和48年度） - 40両
  - 日本車輌製造 40両 チチブセメント（ホキ65700 - ホキ65739）

## 派生形式

### ホキ7500形
ホキ7500形は、ホキ5700形と同一の車体構造で荷役方式が異なっていた。
1967年（昭和42年）に8両（ホキ7500 - ホキ7507）および1968年（昭和43年）14両（ホキ7508 - ホキ7521）の合計22両（ホキ7500 - ホキ7521）が日本車輌製造支店にて製作された。荷役方式はエアスライド式のほかにスクリューコンベアを備えたため、別形式となった。台車は板ばね式のTR41C。

## 現況
1987年（昭和62年）4月の国鉄分割民営化に際しては、ホキ5700形565両、ホキ7500形19両がJR貨物へ継承され、1995年（平成7年）度末時点ではホキ5700形551両、ホキ7500形3両が現存していたが、以後は鉄道によるセメント輸送の衰退により廃車が進み、ホキ7500形は2003年（平成15年）度に形式消滅した。ホキ5700形は2010年（平成22年）4月1日時点では27両が在籍していたが、2006年（平成18年）3月に全車が運用を終了している。

## 運用区間
国鉄のセメント輸送が行われていた主要区間で運用され、大手・中小私鉄にも直通していた。秩父セメント（現・太平洋セメント）では、国鉄 - 東武鉄道または国鉄 - 秩父鉄道といった工場専用線の直通運転を多数運転していた。そのため一部の車両については東武鉄道に車籍を置いて運用に当たった時期がある。2003年頃まではJR - 三岐鉄道への運転があった。

## 保存車
ホキ25767が、三岐鉄道東藤原駅前に静態保存されている。